# Hans Branig
Hans Branig (né en 1905 à Goldentraum, arrondissement de Lauban et mort le 28 avril 1985 à Jügesheim) est un archiviste et historien allemand qui fait des recherches en particulier sur l'histoire de la Poméranie. À partir de 1947, il travaille aux archives d'État secrètes du patrimoine culturel prussien (de) à Berlin. Son histoire de la Poméranie en deux volumes est publiée après sa mort.

## Biographie
Hans Branig est né dans une famille berlinoise en 1905 à Goldentraum dans l'arrondissement de Lauban, où son père prend un poste de pasteur la même année. En 1910, la famille s'installe à Tempelhof, où il grandit et étudie aux écoles. Il étudie ensuite l'histoire, l'allemand et l'anglais à l'université Frédéric-Guillaume de Berlin et à l'université de Greifswald. En 1929, il obtient son doctorat à Greifswald avec une thèse sur la Prusse et la Russie pendant la Première Guerre de Silésie; il a choisi le sujet à la suggestion de son professeur universitaire Hans Glagau (de). En 1931, il réussit l'examen d'État pour le poste d'enseignant supérieur.
Branig décide cependant de ne pas devenir professeur de lycée et de se tourner vers la profession d'archiviste. En 1933/1934, il suit un cours à l'Institut d'études archivistiques et historiques (de) de Berlin et réussit l'examen d'État pour le service supérieur des archives en 1934. Il se rend ensuite aux Archives d'État de Stettin, où il débute comme stagiaire en 1935 et est promu en 1939 au poste d'archiviste d'État. Au début de la Seconde Guerre mondiale, il est enrôlé dans la Wehrmacht, mais en juin 1940, il est détaché à l'administration des archives du Gouvernement général, où, après diverses affectations, il devient chef du bureau des archives à Varsovie en 1943. En 1944, il retourne dans la Wehrmacht et est fait prisonnier par les Soviétiques en mai 1945, dont il est libéré en novembre 1946.
En 1947, il commence à travailler comme archiviste aux archives d'État secrètes du patrimoine culturel prussien (de) à Berlin, où il travaille jusqu'à sa retraite. Il devient également membre de la Commission historique de Poméranie, de la Commission historique de Berlin et de la Commission historique prussienne. Branig se charge des rapports d'archives et de littérature sur la Pologne pour la revue Der Archivar de 1960 à 1983 et les rapports littéraires sur l'histoire de la Poméranie et du Mecklembourg pour les Blätter für deutsche Landesgeschichte (de) de 1962 à 1973. Il publie plusieurs essais, notamment sur l'histoire de la Poméranie.
Il ne peut pas achever son œuvre principale, une histoire de la Poméranie en plusieurs volumes. Le manuscrit qu'il laisse est édité par le professeur de Greifswald Werner Buchholz (de) et publié en deux volumes en 1997 et 2000. Les réactions à ces publications varient. Dans sa critique du premier volume, Ludwig Biewer fait l'éloge de la publication, malgré les critiques détaillées. D'autre part, Nils Jörn soumet le deuxième volume à des critiques cinglantes dans sa critique comme « une collection inachevée de matériel provenant de diverses publications documentaires et enquêtes du XVIIIe au début du XXe siècle », qui laisse le critique avec « une profonde perplexité ».

## Travaux (sélection)
Monographies
- Fürst Wittgenstein. Ein preußischer Staatsmann der Restaurationszeit. (= Veröffentlichungen aus den Archiven Preußischer Kulturbesitz, Band 17). Böhlau Verlag, Köln und Wien 1981.
- Geschichte Pommerns. Teil 1: Vom Werden des neuzeitlichen Staates bis zum Verlust der staatlichen Selbständigkeit 1300–1648. (= Veröffentlichungen der Historischen Kommission für Pommern, Reihe V, Band 22/I). Böhlau Verlag, Köln und Wien 1997  (ISBN 3-412-07189-7).
- Geschichte Pommerns. Teil 2: Von 1648 bis zum Ende des 18. Jahrhunderts. (= Veröffentlichungen der Historischen Kommission für Pommern, Reihe V, Band 22/II). Böhlau Verlag, Köln und Wien 2000  (ISBN 3-412-09796-9).

Essais
- Die Oberpräsidenten der Provinz Pommern. In: Baltische Studien. Band 46 N.F., 1959  (ISSN 0067-3099), S. 92–107.
- Die polnische Archivverwaltung in Pommern. In: Baltische Studien. Band 70 N.F., 1984  (ISSN 0067-3099), S. 143–147.